# Matylda z Boulogne (1202–1259)
Matylda z Boulogne (francouzsky Mathilde de Dammartin; 1202?–1259?) byla hraběnka z Boulogne, Aumale a Dammartinu a portugalská královna. Jako dědička strategicky položeného hrabství Boulogne byla žádanou nevěstou. Jejím prvním manželem byl francouzský princ Filip Hurepel a druhým princ a později král Alfons III. Portugalský.

## Život

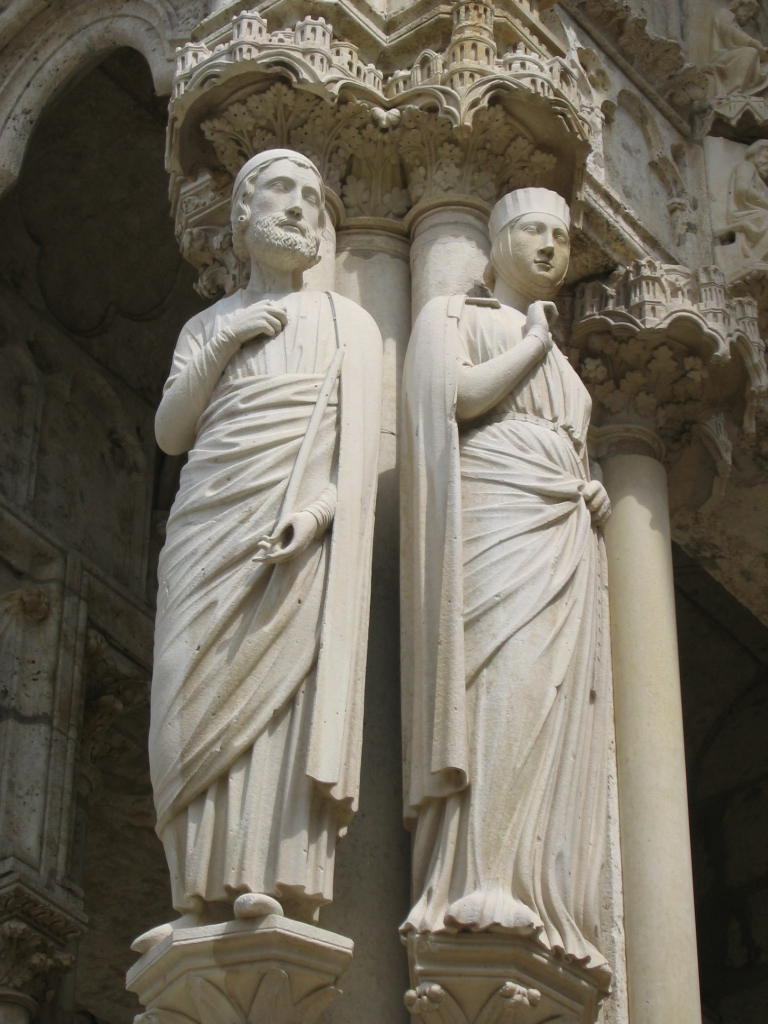
Matylda s Fiipem Hurepelem (severní portál katedrály v Chartres)

Narodila se jako jediná dcera Renauda z Dammartinu a Idy, dědičky hrabství Boulogne. Její otec býval v mládí přítelem krále Filipa Augusta, který jej pasoval na rytíře. Oba muži zpečetili své spojenectví také sňatky, Šimon z Dammartinu si vzal královu neteř a králův maličký syn Filip Hurepel byl okolo roku 1204 zasnouben s Renaudovou jedinou dcerou Matyldou. Přátelství postupem času pominulo a roku 1214 proti sobě stanuli na bojišti u Bouvines. 
Ač Renaud u Bouvines statečně bojoval, byl zraněn a v zajetí krále Filipa, který mu vyčetl všechna svá dobrodiní, setrval až do své smrti roku 1227. Svatba Matyldy a prince Filipa se konala roku 1210 či 1216 v Saint-Germain-en-Laye a po smrti Idy z Boulogne roku 1216 panství připadlo Matyldě a jejímu choti. Hrabství se dostalo pod kontrolu francouzské koruny a Filip Hurepel se vlastní správy ujal až po smrti krále roku 1223.
Roku 1226 se Filip Hurepel zúčastnil další kruciáty směřované na francouzský jih, na které zemřel jeho nevlastní bratr, král Ludvík VIII. Na smrtelné posteli, vysílen úplavicí, donutil své leníky k přísaze, že jejich věrnost bude patřit nezletilému následníkovi a že se jeho korunovace nebude odkládat. Poručnictví předal své choti Blance. Již v závěti sepsané o rok dříve král přesně určoval příjmy svých čtyř synů a svého nevlastního bratra, který se okamžikem králova skonu stal nejbližším dospělým mužským příbuzným následníka. Královniným poručnictvím se zřejmě mělo zamezit Filipovu vlivu na mladého panovníka. Filip Hurepel podporoval ambiciózní velmože, kteří se bouřili proti silné monarchii a pokoušeli se o spojenectví s anglickým králem Jindřichem. Blanka Kastilská posléze triumfovala a podařilo se jí v zemi nastolit poměrný klid. Osudnou se Filipovi v lednu 1234 stala účast na turnaji, kde utržil smrtelné zranění. S Matyldou měli syna Albericha a dceru Johanu.
Ovdovělá Matylda se roku 1238 či 1239 znovu provdala – novým hrabětem z Boulogne se stal Alfons, mladší syn portugalského krále. Alfons byl synovcem královny Blanky a na dvoře své tety měl jistý politický vliv. Začal zasahovat do vnitřních záležitostí portugalského království, kde vládl jeho starší bratr Sancho II. a po jeho sesazení papežem nastoupil na portugalský trůn. Vzdal se francouzského hrabství a roku 1253 se i přes trvající manželství s Matyldou, která trvale žila ve Francii, oženil s Beatrix, mladinkou levobočnou dcerou sousedního krále Alfonse Kastilského.
Matylda si na manželovu bigamii stěžovala u svatého stolce a papež Alexandr VI. vyřkl nad oblastmi království, kde novopečený král se svou mladou chotí pobýval, interdikt. Alfons nutně potřeboval legitimního následníka trůnu a nátlaku svatého otce se nepodvolil. Patová situace se vyřešila Matyldinou smrtí.
Matylda z Boulogne byla, díky štědrým donacím Filipa Hurepela katedrále v Chartres, zpodobněna společně s dcerou Johanou na vitraji v příčné lodi a zdá se, že je společně s Filipem i dvojicí elegantních soch severního portálu katedrály.